# Josipdol, Hrvaška
Josipdol je naselje z okoli 1000 prebivalci na Hrvaškem, ki je središče občine Josipdol (2021 je imela 3419 prebivalev, v 19. in prvi polovici 20. stoletja še okoli 8000) v Karlovški županiji. V občino Josipdol spada mdr. naselje Modruš.
Naselje na podočju med Gorskim kotarjem in Liko leži okoli 10 km jugovzhodno od Ogulina ob vznožju planinskega  masiva Velika Kapela na nadmorski višini 334 m ob železniški progi Zagreb-Split in trasi stare jožefinske ceste Karlovec-Senj, ki so jo gradili med leti 1775 in 1779. Njene najbolj zahtevne dele je gradil kranjski gradbenik Vincenc Struppi. V naselju stoji župnijska cerkev sv. Josipa. Kraj je ime dobil leta 1775 po obisku avstrijskega cesarja Jožefa II.

## Demografija
| Pregled števila prebivalcev po letih | Pregled števila prebivalcev po letih | Pregled števila prebivalcev po letih | Pregled števila prebivalcev po letih | Pregled števila prebivalcev po letih | Pregled števila prebivalcev po letih | Pregled števila prebivalcev po letih | Pregled števila prebivalcev po letih | Pregled števila prebivalcev po letih | Pregled števila prebivalcev po letih | Pregled števila prebivalcev po letih | Pregled števila prebivalcev po letih | Pregled števila prebivalcev po letih | Pregled števila prebivalcev po letih | Pregled števila prebivalcev po letih |      |      |
| ------------------------------------ | ------------------------------------ | ------------------------------------ | ------------------------------------ | ------------------------------------ | ------------------------------------ | ------------------------------------ | ------------------------------------ | ------------------------------------ | ------------------------------------ | ------------------------------------ | ------------------------------------ | ------------------------------------ | ------------------------------------ | ------------------------------------ | ---- | ---- |
| 1857                                 | 1869                                 | 1880                                 | 1890                                 | 1900                                 | 1910                                 | 1921                                 | 1931                                 | 1948                                 | 1953                                 | 1961                                 | 1971                                 | 1981                                 | 1991                                 | 2001                                 | 2011 | 2021 |
| 554                                  | 546                                  | 694                                  | 691                                  | 669                                  | 614                                  | 719                                  | 762                                  | 675                                  | 832                                  | 858                                  | 881                                  | 993                                  | 1116                                 | 993                                  | 879  | 1015 |